# Nat Cavus
Nat Cavus és una formació geològica de tipus cavus a la superfície de Mart, localitzada amb el sistema de coordenades planetocèntriques a -11.7 ° latitud N i 263.5 ° longitud E, que fa 40.4 km de diàmetre. El nom va ser aprovat per la UAI el sis de novembre de 2017 i fa referència al terme «nit» en danès.